# Naïve/Hell To Go
Naïve/Hell to Go är en skiva i industrial-genren av KMFDM och släpptes 1994. Den här skivan återsläpptes på grund av att originalskivan, Naïve, blev återkallad till följd av ett upphovsrätts problem gällande samplingar från Carl Orff's låt O Fortuna. Remixen av låt 6, Leibesleid, hänvisar till denna incident.

## Låtlista
| Nr  | Titel               | Längd | Notering         |
| --- | ------------------- | ----- | ---------------- |
| 1.  | Welcome             | 0:17  |                  |
| 2.  | Naïve               | 5:23  |                  |
| 3.  | Go To Hell          | 5:45  | Fuck MTV Mix     |
| 4.  | Virus               | 5:08  | Pestilence Mix   |
| 5.  | Godlike             | 5:37  | Doglike Mix      |
| 6.  | Leibesleid          | 4:39  | Infringement Mix |
| 7.  | Die Now, Live Later | 5:09  | Born Again Mix   |
| 8.  | Piggybank           | 6:36  |                  |
| 9.  | Achtung!            | 4:21  |                  |
| 10. | Friede              | 4:40  |                  |
| 11. | Disgust             | 2:55  | Live i Seattle   |

Leibesleid släpptes också med engelsk text på skivan Angst med titeln "A Hole in the Wall".

## Medverkande
- Sascha Konietzko
- En Esch
- Günter Schulz
- Chris Shepard
- Dorona Alberti
- Christine Siewert